# Австрія на зимових Олімпійських іграх 1984
Австрія на зимових Олімпійських іграх 1984 була представлена 65  спортсменами в 9 видах спорту.

## Медалісти
| Медаль | Спортсмен     | Вид                 | Дисципліна       |
| ------ | ------------- | ------------------- | ---------------- |
| Бронза | Антон Штайнер | гірськолижний спорт | швидкісний спуск |